# 조동윤
조동윤(趙東潤, 1871년 ~ 1923년)은 조선 말기의 관료로 일제강점기의 조선귀족이다. 자는 우생(雨生), 아호는 혜석(惠石)이며 본관은 풍양이다.

## 생애
조선 후기 권세가 중 하나인 풍양 조씨 가문에서 태어났다. 아버지인 조영하는 신정왕후의 조카로, 고종 즉위를 도와 흥선대원군의 집권기에 판서를 지낸 인물이다.
1884년 조동윤이 십대 중반일 때 갑신정변이 일어나 수구파의 조영하는 개화파들에게 살해당했다. 당시 조동윤은 개화파의 거두인 홍영식의 조카딸과 조혼한 상태였는데, 조영하가 살해당하고 갑신정변이 실패한 뒤 집안의 원수라 하여 어린 부인은 쫓겨났다. 이후 다른 사람과 결혼해 있다가 십여 년 후 갑오경장으로 개화파가 복권되자 고종의 허락을 받고 첫 부인을 다시 맞아들여 두 명의 정식 부인과 살았다는 일화가 있다.
1889년 과거에 급제하여 관직에 들어섰다. 그는 문과 시험에 급제했으나 이후 총어영군사마(摠禦營軍司馬) 등 무관 벼슬들을 다수 역임했고, 1897년 육군 참령이 되어 육군법원장, 대한제국 육군무관학교 교장, 시종무관장 등을 지냈다.
한일 병합을 위해 군부를 먼저 장악하려는 일본의 계획에 따라 일본 육군을 여러 차례 시찰하고 훈장을 받는 등 친일파로 활동했으며, 친일 단체 일진회에도 가입했다.
1910년 한일 병합 조약 체결후 조약 체결에 세운 공로를 인정받아 10월 16일 일본 정부로부터 남작 작위를 받았다. 그는 합병 이후에도 영친왕의 강제 결혼을 추진하는 데 윤덕영과 함께 앞장서는 등 친일 행위에 적극 나섰다. 고종이 사망했을 때는 일본인이 제관을 맡아 일본식으로 치른 장례의 부제관에 임명되기도 했다.

## 사후
- 그의 작위는 아들 조중구가 습작했다.
- 2002년 발표된 친일파 708인 명단과 2008년 민족문제연구소에서 친일인명사전에 수록하기 위해 정리한 친일인명사전 수록예정자 명단에 모두 선정되었다.
- 2007년 대한민국 친일반민족행위진상규명위원회가 발표한 친일반민족행위 195인 명단에도 포함되었다.
- 한편, 조동윤 사후에 후손들은 사치와 낭비로 경제적 파산 지경에 이르렀다. 1926년에 의복 값 1,300엔, 쇠고기 값 1,600엔, 약 값 1,100엔 등 생활비로 부채가 14,000엔에 달했다.[3]
- 조동윤은 서화에 뛰어났다고 하며, 특히 잘 그렸다는 난(蘭) 그림 작품이 남아 있다.[4]

## 같이 보기
- 일진회

## 참고 자료
- 친일반민족행위진상규명위원회 (2007년 12월). 〈조동윤〉 (PDF). 《2007년도 조사보고서 II - 친일반민족행위결정이유서》. 서울. 446~463쪽쪽. 발간등록번호 11-1560010-0000002-10. [깨진 링크(과거 내용 찾기)]